# Sussaba pulchella
Sussaba pulchella là một loài tò vò trong họ Ichneumonidae.